# Vieillissement LGBT

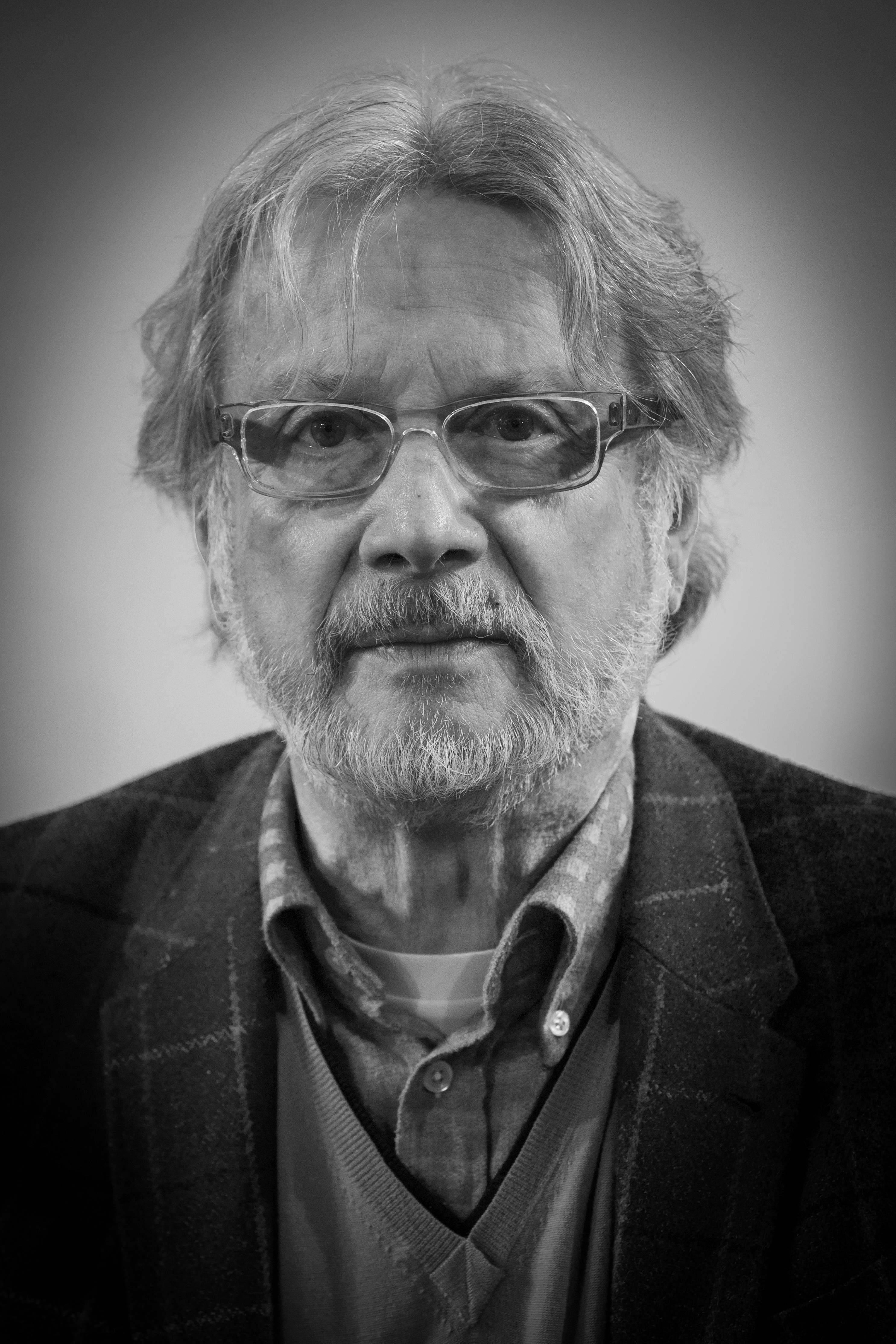
Daniel Defert, président-fondateur de Aides, parle en 2018 de la vieillesse LGBT comme d'un combat : Notre vieillesse, faut-il le rappeler, est une victoire. Nous aurions dû mourir. Et nous sommes là. Il faut continuer dans cette lutte.

La question du vieillissement des lesbiennes, gays, bisexuels et transgenres fait l'objet d'une attention particulière à la fois dans la recherche scientifique,,, dans le domaine des politiques publiques (nationales ou locales), ou encore dans les articles de presse,,, notamment au vu des risques de solitude (via une « double exclusion » ou « double discrimination ») auxquels seraient plus exposées les populations LGBT prenant de l'âge.